# Двоичная совместимость
Двои́чная совмести́мость, бина́рная совмести́мость (англ. binary compatibility) — вид программной совместимости, позволяющий программе работать в различных средах без изменения её исполняемых файлов.
Этот термин часто используется в значении «совместимость операционных систем», и в таком случае означает способность уже скомпилированной версии программы для одной операционной системы работать в другой операционной системе без перекомпиляции. К примеру, практически все программы, написанные для Windows 2000, можно запустить в Windows XP — это означает, что Windows 2000 и Windows XP бинарно (двоично) совместимы.
Двоичная совместимость включает в себя побайтовую совместимость полей загрузки, полную идентичность механизма вызова функций, передачи переменных и получения результата вычислений, и полную реализацию интерфейса программирования. При этом технически реализация может быть совершенно иной, — главное, чтобы были реализованы все вызовы и чтобы они приводили к ожидаемому результату, а каким способом этот результат достигается, решают создатели программы.
Слом двоичной совместимости означает прекращение поддержки программ и обязательное требование перекомпиляции и возможных исправлений в программе, чтобы она заработала. К примеру, после того, как компания Apple начала использовать в своих компьютерах процессоры Intel, была сломана двоичная совместимость со всеми приложениями, написанными для процессоров PowerPC. Чтобы не лишиться всех разработанных в прошлом программных продуктов для операционной системы Mac OS, компания Apple использует лёгкий транслятор Rosetta, переводящий вызовы операционной системы Mac OS для PowerPC в вызовы Mac OS для Intel. Этот пример демонстрирует также возможный метод борьбы со сломом двоичной совместимости.
В операционной системе Solaris 10 для x86 существует возможность запускать приложения для Linux без перекомпиляции с помощью BrandZ. На платформе SPARC такая возможность отсутствует.